# Celastrina melaena
Celastrina melaena är en fjärilsart som beskrevs av William Doherty 1889. Celastrina melaena ingår i släktet Celastrina och familjen juvelvingar. Inga underarter finns listade i Catalogue of Life.